# Осипов, Иван Александрович
Иван Александрович Осипов (23 июля 1981 года, Москва, СССР) — российский футболист, вратарь.

## Биография
Воспитанник спортшколы «Торпедо-ЗИЛ». Карьеру начал в калининградской «Балтике». В 2000 году выступал в литовской А-лиге за «Атлантас». В том же году провел за команду четыре матча в розыгрыше Кубка Интертото.
Продолжил карьеру в коллективах ПФЛ «Автомобилист» (Ногинск) и «Псков-2000». В 2004 году вернулся в «Балтику» и сыграл за неё восемь матчей в первом дивизионе. Заканчивал выступления в любительском «ЗиО-Подольске».

## Достижения
- Бронзовый призёр чемпионата Литвы (1): 2000.